# Radosław Orchowicz
Radosław Orchowicz (ur. 21 stycznia 1970 w Wysokiej) – polski duchowny rzymskokatolicki, doktor nauk teologicznych, biskup pomocniczy gnieźnieński od 2022.

## Życiorys
Urodził się 21 stycznia 1970 w Wysokiej. Kształcił się w Liceum Ogólnokształcącym w Łobżenicy. W latach 1988–1994 odbył formację w Prymasowskim Wyższym Seminarium Duchownym w Gnieźnie. 21 maja 1994 został wyświęcony na prezbitera przez arcybiskupa metropolitę gnieźnieńskiego Henryka Muszyńskiego. W latach 1998–2002 pogłębiał wykształcenie na Podyplomowym Studium Teologii na Wydziale Teologicznym Uniwersytetu im. Adama Mickiewicza w Poznaniu. Tamże w 2009 na podstawie dysertacji Opatrzność Boża wobec człowieka w ujęciu św. Bazylego Wielkiego, napisanej pod kierunkiem ks. prof. Bogdana Częsza, uzyskał doktorat z nauk teologicznych.
W latach 1994–1999 pracował jako wikariusz w parafii Świętej Trójcy w Strzelnie, a w latach 1999–2003 w parafii św. Wawrzyńca w Gnieźnie. Od 2003 do 2011 był diecezjalnym duszpasterzem młodzieży i pracownikiem wydziału katechetycznego kurii metropolitalnej w Gnieźnie. W 2011 został ustanowiony proboszczem parafii św. Józefa Oblubieńca NMP w Inowrocławiu. Objął funkcje kapelana Zakładu Karnego w Inowrocławiu i wicedziekana dekanatu Inowrocław II. Został również wizytatorem katechetycznym, a także wszedł w skład rady programowej archidiecezjalnego studium pastoralnego dla kapłanów oraz rady ekonomicznej seminarium duchownego.
26 stycznia 2022 papież Franciszek mianował go biskupem pomocniczym archidiecezji gnieźnieńskiej ze stolicą tytularną Surista. Święcenia biskupie przyjął 19 marca 2022 w archikatedrze gnieźnieńskiej. Głównym konsekratorem był arcybiskup metropolita gnieźnieński Wojciech Polak, a współkonsekratorami arcybiskup Salvatore Pennacchio, nuncjusz apostolski w Polsce, i biskup diecezjalny włocławski Krzysztof Wętkowski. Jako zawołanie biskupie przyjął słowa „Radujcie się w Panu”, pochodzące z Listu do Filipian (Flp 4,4). W 2022 został ustanowiony wikariuszem generalnym archidiecezji i z urzędu wszedł w skład rady kapłańskiej, ponadto został mianowany członkiem kolegium konsultorów i zastępcą przewodniczącego wydziału personalnego kurii gnieźnieńskiej. W tym samym roku został kanonikiem gremialnym Kapituły Prymasowskiej, w której objął urząd prepozyta.
W strukturach Konferencji Episkopatu Polski w 2022 został członkiem Rady ds. Duszpasterstwa Młodzieży.